# اشتباكات شمال حلب (2022)
اشتباكات شمال حلب (2022) هي اشتباكاتٌ بدأت في العاشر من تشرين الأول/أكتوبر بين فرقة الحمزة من جهة وفصائل عسكريّة صغيرة أخرى من جهة ثانيّة. كل هذه الفصائل المتناحِرة تتبعُ الجيش الوطني السوري المدعومِ من تركيا. تركّزت هذه الاشتباكات في المناطق التي تحتلّها تركيا في محافظة حلب وذلك كجزءٍ من المعارك الجاريّة ضمنَ الحرب الأهلية المستمرة في سوريا. انضمَّت هيئة تحرير الشام بعد يومينِ من القتال وتحديدًا في الثاني عشر من تشرين الأول/أكتوبر إلى القتال إلى جانبِ فرقة الحمزة، فتمكَّنت من السيطرةِ على مدينة عفرين.

## خلفية
اغتالَ مسلّحون في السابع من تشرين الأول/أكتوبر 2022 الصحفي الناشط الإعلامي السوري محمد عبد أبو غنوم وزوجته الحامل في مدينة الباب. أظهرت التحقيقات التي بُنيت على صور وفيديوهات كاميرات المراقبة أنّ مجموعة من مقاتلي فرقة الحمزة يقفون خلفَ عمليّة اغتيال الناشِط السوري وزوجته وهو ما أدَّى إلى اندلاع اشتباكات.

## الاشتباكات
شنَّ الفيلق الثالث الذي يتبعُ الجيش الوطني السوري هجومًا على فرقة الحمزة التي تتبعُ هي الأخرى نفس الجيش مساء العاشر من تشرين الأول/أكتوبر في محاولةٍ من الأوّل لطردِ فرقة الحمزة من مدينة الباب، كما نجحَ في الاستيلاء على مقرّ الجماعة في أطراف المدينة. انضمَّت مجموعات إضافية في اليوم الموالي الاشتباكات منها هيئة تحرير الشام ولو بشكلٍ أقلّ وفرقة السلطان سليمان شاه (العمشات)، وأحرار الشام إلى جانب فصائل أخرى. فتحَ فيلق الشام الطريق بين عفرين ومحافظة إدلب، مما سمح لهيئة تحرير الشام بدخول مدينة عفرين، والسيطرة على جنديرس في 12 تشرين الأول/أكتوبر واكتمال السيطرة على مدينة عفرين كاملةً في 13 تشرين الأول/أكتوبر، ما أجبرَ جبهة فتح الشام مغادرة عفرين صوبَ أعزاز.
نجحت هيئة تحرير الشام في الثالث عشر من تشرين الأول/أكتوبر في بسطِ سيطرتها على قددٍ من القرى في الشمال السوري من بينها أنقلة في الشيخ حديد بريف عفرين كما هاجمت قرية كفر جنة، لكنها تعرضت في الأخيرة للانحسار وتراجعت بعد الضرباتِ من مُقاتلي جبهة فتح الشام. أسفر الهجوم الأخير الفاشل عن مقتل 5 من مقاتلي هيئة تحرير الشام. كما قُتل مقاتلٌ واحدٌ على الأقل من أحرار الشام في اشتباكات مع جيش الإسلام في بلدة سوسيان بريف الباب.

## الهدنة
وقَّعت هيئة تحرير الشام هدنةً معَ الفيلق الثالث حيثُ اتفقَ الطرفانِ على:
- وقف إطلاق نار شامل وإنهاء الخلاف الحاصل بين الطرفين
- إطلاق سراح كافة الموقوفين في الأحداث الأخيرة من جميع الأطراف
- عودة قوات الفيلق الثالث إلى مقراته وثكناته
- فكّ الاستنفار العسكري الحاصل لدى هيئة تحرير الشام
- استعادة الفيلق الثالث لمقراته وثكناته ونقاط رباطه
- عدم التعرض لمقرات وسلاح وعتاد وممتلكات الفيلق الثالث وعناصره
- يتركز نشاط الفيلق الثالث في المجال العسكري فقط، ولا يحقُّ له ملاحقة أي أحد بناء على خلافاتٍ فصائلية وسياسية
- التعاون على البر والتقوى في محاربة الفساد ورد المظالم
- اتفاق الفريقان على استمرار التشاور والمداولات لترتيب وإصلاح المؤسسات المدنية في المرحلة القادمة